# 중땅벌속
중땅벌속(학명: Dolichovespula)은 벌목 말벌과에 속하는 사회성 곤충 무리로, 북반구 전역에 널리 서식한다. 영미권에서는 이 속과 땅벌속에 속한 땅벌들을 통틀어 옐로우재킷(Yellowjacket)이라고 일컫는다.

## 하위 종
현재까지 기재된 종은 아래와 같다.
- 기생중땅벌 (D. adulterina)
- 로키마운틴중땅벌 (D. alpicola)
- 기생하늘중땅벌 (D. arctica)
- 하늘중땅벌 (D. arenaria)
- 아시아중땅벌 (D. asiatica)
- D. baileyi
- 캐롤라이나중땅벌 (D. carolina)
- 꽃중땅벌 (D. flora)
- 구암중땅벌 (D. kuami)
- 라마중땅벌 (D. lama)
- 흰얼굴말벌 (D. maculata)
- 중땅벌 (D. media)
- 극지중땅벌 (D. norvegicoides)
- 노르웨이중땅벌 (D. norwegica)
- 좀기생중땅벌 (D. omissa)
- 삼지연중땅벌 (D. pacifica)
- D. panda
- 북방중땅벌 (D. saxonica)
- 낙인중땅벌 (D. stigma)
- 나무중땅벌 (D. sylvestris)
- D. xanthicincta